# میزا رحیملو
میزا رحیملو یک روستا در ایران است که در دهستان ویلکیج مرکزی واقع شده‌است. میزا رحیملو ۵۱ نفر جمعیت دارد. این روستا از روستا های در حال توسعه ثبت شده واز روستا های با پتانسیل بالا برای برگشت جوانان است و درسال های اخیر شاهد ساخت و ساز های بیشتری در این روستا هستیم و اما مشکل جدی که درباره این روستا وجود دارد، راه ورودی این روستا به مسافت 1.800 متر می باشد که به هیچ عنوان قابل قبول نیست؛ با اینکه این راه بعد از گذر از این روستا به شهرک صنعتی فاز دوم استان اردبیل ختم میشود ولی اقدام به جاده کشی و راه سازی در این منطقه نشده.